# Chuca (basquetebolista)
Patricia de Oliveira Ferreira, mais conhecida como Chuca (Mauá, 21 de março de 1979) é uma basquetebolista profissional brasileira.
Atualmente joga no Ituano/Ituano Basquete

## Carreira
Chuca fez parte do elenco da Seleção Brasileira de Basquetebol Feminino nas Olimpíadas de 2008 e 2012.